# Orgyia guadarramensis
Orgyia guadarramensis är en fjärilsart som beskrevs av Otto Staudinger 1871. Orgyia guadarramensis ingår i släktet fjädertofsspinnare, och familjen tofsspinnare. Inga underarter finns listade i Catalogue of Life.